# Ctenus naranjo
Ctenus naranjo este o specie de păianjeni din genul Ctenus, familia Ctenidae, descrisă de Alayón în anul 2004. Conform Catalogue of Life specia Ctenus naranjo nu are subspecii cunoscute.